# Ruchy higroskopowe
Ruchy higroskopowe – ruchy części roślin, które są wywołane ich higroskopijnością. Ruchy te mają ograniczony zakres i są powtarzalne. Ich podstawą jest kurczenie się lub pęcznienie martwych części błon, ścian komórkowych, a także całych komórek na skutek ich wysychania lub nasiąkania. Submikroskopowa struktura tych elementów wymusza anizotropię pęcznienia lub wysychania włókien i ich skręcenie lub wygięcie. To z kolei może spowodować zamknięcie lub otwarcie owocu. Organy często wysychając po obumarciu zwijają się lub rozwijają, co bywa odwracane po ich nawilżeniu.
Ruchy higroskopowe są często wykorzystywane do rozprzestrzeniania diaspor, np. do otwierania torebek mydlnicy lub perystomów mszaków, a także większych części tzw. róż jerychońskich, zagrzebywania się nasion iglicy i in. Ruchy higroskopowe mogą też w wydatny sposób ułatwiać rozprzestrzenianie się zarodników skrzypów.
Ruchy higroskopowe dzielą się na:
- higrochastyczne – higroskopowe pobieranie wody
- kserochastyczne – wysychanie.